# Tata Mustangs 2014
Questa voce raccoglie le informazioni riguardanti i Tata Mustangs nelle competizioni ufficiali della stagione 2014.

## Maschile

### Divízió I 2014

#### Stagione regolare
| 6 aprile 2014 1ª giornata | Budapest Titans | 28 – 23 | Tata Mustangs |  |

| 12 aprile 2014 2ª giornata | Tata Mustangs | 22 – 29 | Újpest Bulldogs |  |

| 17 maggio 2014 5ª giornata | Tata Mustangs | 7 – 33 | Dunaújváros Gorillaz |  |

| 1º giugno 2014 7ª giornata | Eger Heroes | 14 – 21 | Tata Mustangs |  |

#### Playoff
| 2014 Wild Card | Újpest Bulldogs | 49 – 6 | Tata Mustangs |  |

### Statistiche di squadra
| Competizione      | %Vittorie | In casa | In casa | In casa | In casa | In casa | In casa | In trasferta | In trasferta | In trasferta | In trasferta | In trasferta | In trasferta | Totale | Totale | Totale | Totale | Totale | Totale |
| Competizione      | %Vittorie | G       | V       | N       | P       | Pf      | Ps      | G            | V            | N            | P            | Pf           | Ps           | G      | V      | N      | P      | Pf     | Ps     |
| ----------------- | --------- | ------- | ------- | ------- | ------- | ------- | ------- | ------------ | ------------ | ------------ | ------------ | ------------ | ------------ | ------ | ------ | ------ | ------ | ------ | ------ |
| Stagione regolare | .250      | 2       | 0       | 0       | 2       | 29      | 62      | 2            | 1            | 0            | 1            | 44           | 42           | 4      | 1      | 0      | 3      | 73     | 104    |
| Playoff           | .000      | 0       | 0       | 0       | 0       | 0       | 0       | 1            | 0            | 0            | 1            | 6            | 49           | 1      | 0      | 0      | 1      | 6      | 49     |
| Totale            | .200      | 2       | 0       | 0       | 2       | 29      | 62      | 3            | 1            | 0            | 2            | 50           | 91           | 5      | 1      | 0      | 4      | 79     | 153    |